# Максимівський заказник
Максимівський — гідрологічний заказник місцевого значення в Україні. Об'єкт природно-заповідного фонду Сумської області.
Розташований біля північної та північно-західної околиці с. Максимівщина Білопільського району.
Площа — 26,6 га. Статус надано згідно з рішенням 26-ї сесії Сумської обласної ради 7-го скликання від 22.02.2019 «Про зміни в мережі територій та об'єктів природно-заповідного фонду області». Перебуває у віданні Білопільської РДА.
Охороняється балка зі ставом, з якої бере початок безіменний струмок, що є лівою притокою малої річки Крига. У заказнику мешкає низка видів комах, риб, земноводних та птахів, що занесені до міжнародних та регіональних охоронних списків: коромисло синє, бабка плоска, лин, ропуха звичайна, райка деревна, очеретянки чагарникова та ставкова, крячок білокрилий.